# بیت الروش الفوقا
بیت الروش الفوقا (به لاتین: Beit ar-Rush al-Fauqa) یک روستا در دولت فلسطین است که در استان الخلیل واقع شده‌است. بیت الروش الفوقا ۹۷۹ نفر جمعیت دارد.